# Luciano Santolini
Luciano Santolini (13 febbraio 1953) è un ex tiratore a volo sammarinese.

## Biografia
Nato nel 1953, a 31 anni ha partecipato ai Giochi olimpici di Los Angeles 1984, nella gara di trap, terminando 31º con 178 punti.